# Shaun Murphy (Sängerin)

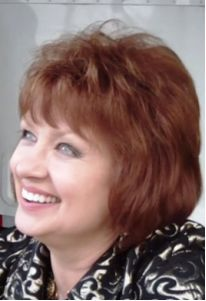
Shaun Murphy (2012)

Shaun Murphy (* 6. Mai 1948 in Omaha, Nebraska; eigentlich Cheryl Murphy), auch bekannt als Stoney, ist eine US-amerikanische Rock- und Rhythm-and-Blues-Sängerin und Perkussionistin. Bekannt wurde sie in erster Linie durch ihre Arbeit mit Meat Loaf und später als Frontfrau von Little Feat.
Murphy wuchs in Omaha auf und zog dann zunächst nach Cedar Rapids in Iowa und später nach Detroit. Dort wurde sie bei einer Theater-Produktion von einem Angestellten Motowns entdeckt und bekam einen Plattenvertrag bei dem Label. 1971 nahm sie unter dem Namen Stoney zusammen mit dem damals noch unbekannten Sänger Meat Loaf unter der Leitung Jim Steinmans das Album Stoney & Meat Loaf auf. Danach trennte sich das Duo.
Stoney begann nun mit Bob Seger zusammenzuarbeiten. Nachdem sie 1975 auf seinem Album Beautiful Loser mitgesungen hatte, änderte sie ihren Namen in Shaun Murphy. In den 1980ern setzte sie die Arbeit mit Seger fort und tourte auch mit Eric Clapton. 1988 war sie bei Let It Roll erstmals auf einem Album der Rockband Little Feat zu hören, bei der sie 1993 Craig Fuller als Leadsänger ablöste. Nebenbei spielte sie in den 1990er Jahren auf Alben von Alice Cooper, Michael Bolton, Maria Muldaur und anderen. Im Frühjahr 2009 trennten sich die übrigen Mitglieder von Little Feat von ihr. Sie gründete dann die Shaun Murphy Band.